# Buchin
Buchin (en hongrois : Bökény) est une commune du județ de Caraș-Severin en Roumanie.